# الخونة (فلم 1984)
الخونة هو فيلم مصري عرض عام 1984، بطولة فريد شوقي وفاروق الفيشاوي وليلى علوي، ومن تأليف وإخراج وصفي درويش.

## قصة الفيلم
يكتشف مراد أن بهيره زوجة والده المريض تخونه فيصارحه لكنه يقوم بطرده من البيت ليذهب للإقامة عند صديقه مسعد، تخطط زوجة والد مراد لاستغلال التوكيل الذي تملكه في بيع ممتلكاته. يتوفى الوالد فيقوم قدري عشيقها بقتلها ويحاول سرقة حقيبة النقود لكن يفاجئه مسعد أثناء ارتكابه الجريمة، فيحاول الهرب لكن مسعد يتمكن منه ويهرب بالحقيبة، وخوفًا من افتضاح أمره يتركها في سيارة الأجرة، ثم يصل لعنوان أمين صاحب السيارة ويحاول استرجاع النقود وتتوالى الأحداث.

## طاقم التمثيل
- فريد شوقي: (أمين - سائق التاكسي)
- فاروق الفيشاوي: (مسعد عبد الله - المدرس)
- ليلى علوي: (فاتن أمين)
- فاروق يوسف: (خليل عبد الله - الميكانيكي)
- محمد البشاري: (عادل - خطيب فاتن امين)
- سمير وحيد: (مراد جميل فخري)
- شعبان حسين: (قدري - عشيق بهيرة)
- صلاح نظمي: (البلطجي)
- نادية عزت: (زينب - زوجة أمين)
- أسماء فريد: (الطفلة سعاد - أخت كريمة)
- فاتن فؤاد: (بهيرة - زوجة جميل فخري)
- حمادة عبد الحليم: (وكيل النيابة)
- هدى كمال: (كريمة)
- فكري صادق: (رجب - الحلاق)
- عدوي غيث: (جميل فخري)
- عزت البرشومي: (فوزي - من عصابة البلطجي)
- سمير رستم: (أمين الشرطة)
- مطاوع عويس: (من عصابة البلطجي)
- نادية شمس الدين: (راكبة التاكسي)
- لويس يوسف: (القواد راكب التاكسي)
- صالح العويل: (من عصابة البلطجى)
- حسين عرعر: (حاتم - المدرس زميل مسعد)
- شادي كمال: (الطفل شادي - شقيق عادل)
- فهمي الحسيني: (أبو زيد - من عصابة البلطجي)
- طارق مندور: (شاويش القسم)
- علي الشريف الصغير: (الجاسوس)

## فريق العمل
- إخراج: وصفي درويش
- تأليف: وصفي درويش
- مدير التصوير: غنيم بهنسي
- مونتاج: صلاح عبد الرازق
- إنتاج: كناري فيلم
- توزيع داخلي: أفلام إيهاب الليثي
- توزيع خارجي: الشركة اللبنانية للتجارة والسينما (حسين الصباح)

## روابط خارجية
- الخونة على موقع الدهليز
- الخونة على موقع قاعدة بيانات الأفلام العربية